# Philophylla mushaensis
Philophylla mushaensis
 es una especie de insecto del género Philophylla de la familia Tephritidae del orden Diptera. 
Tokuichi Shiraki la describió científicamente por primera vez en el año 1933.